# Mirko Messner

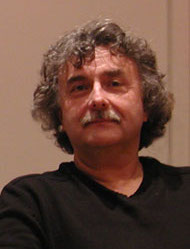
Mirko Messner

Mirko Messner, född 16 december 1948, är en österrikisk politiker. Han var mellan 2006 och 2021 partiledare för Österrikes kommunistiska parti.